# Randy White
Randall Lee White (nacido el 15 de enero, de 1953 en Pittsburgh, Pensilvania) es un exjugador profesional de fútbol americano que jugó en la posición de defensive tackle. Asistió a la Universidad de Maryland de 1971 a 1974 y jugó profesionalmente para los Dallas Cowboys de 1975 a 1988. Es miembro del Salón de la Fama del Fútbol Americano Profesional y del Salón de la Fama del Fútbol Americano Universitario. White fue campeón del Super Bowl XII con los Cowboys y fue nombrado el Super Bowl MVP, distinción que compartió con su compañero de equipo Harvey Martin.
En la lista de los 100 mejores jugadores de la historia de la NFL de noviembre de 2010, White fue ubicado como el quinto mejor tacle defensivo de todos los tiempos, detrás de Joe Greene, Bob Lilly, Merlin Olsen y Alan Page.